# Christopher Packe
Christopher Packe (* 6. März 1686 in St Albans, Hertfordshire; † 15. November 1749 in Canterbury) war ein britischer Arzt und Geologe, der 1743 eine der frühesten geologischen Karten bzw. geomorphologischen Karten veröffentlichte.

## Leben
Packe war der Sohn des Londoner Chemikers und Pharmazeuten Christopher Packe. Er besuchte ab 1695 die Merchant Taylors’ School und studierte Medizin in Cambridge, wo er 1717 promoviert wurde (M.D.). 1723 bewarb er sich auf Aufnahme in das College of Physicians. 1726 heiratete er und ließ sich in Canterbury nieder, wo er ein angesehener Arzt war.
Für seine Karte der Umgebung von Canterbury (im Radius von 15 bis 16 Meilen) maß er die Höhen mit einem Barometer und montierte einen Theodolit auf der Kirchturmspitze der Kathedrale von Canterbury. Er veröffentlichte eine erste Version 1737 (in einem Essay, den er der Royal Society präsentierte) und separat 1743 mit Erläuterungen, auf eigene Kosten gedruckt. Die Karte ist noch keine geologische Karte im eigentlichen Sinn, sein Ziel war die Form der Täler nachzuzeichnen, in denen nach Packe nach der Sintflut das Wasser abfloss und was für Entwässerungsfragen auf dem Land wichtig war. Er verglich das System der Flussläufe auch mit dem Verlauf von Arterien und Venen im Körper des Menschen. In der Karte finden sich Angaben zu privatem Landbesitz und zur Geologie (Uferböschungen und Felshänge, Kiesgruben, Kreidesteinbrüche, Fundorte von Bernstein und Kupfer und anderem). Er korrespondierte mit Hans Sloane.
Sein Sohn Christopher (gestorben 1800) war ebenfalls Arzt in Canterbury.
1725/26 stiftete Packe eine Orgel für die Kirche seines Geburtsortes St. Albans.

## Schriften
- A Dissertation upon the Surface of the Earth, as delineated in a specimen of a Philosophico-Chorographical Chart of East Kent, London 1737
- A New Philosophico-chorographical Chart of East Kent, Canterbury 1743